# Gregorio López de Guevara
Gregorio López de Guevara († Granada, 6 de setembre de 1713). Fou un mestre de capella. Constava com a escolà de cor de la catedral de Valladolid el 1644. No hi ha dubte què fou Gregorio López de Guevara, ja que l'acta capitular del 9 de setembre de 1652 de la catedral de El Burgo de Osma (Sòria) comenta que Gregorio López havia arribat per ser examinat per a mestre de capella d'aquella catedral; l'examinà Juan Ruiz Robledo, mestre i prior de la col·legiata de Berlanga de Duero (Sòria), i fou tan positiu el seu examen que va ser elegit per unanimitat. El seu pare era portuguès i no se sap si fou per aquest motiu o per un altre, però el fet és que no va arribar a prendre possessió de la plaça, ni tan sols a concloure les proves de neteja de sang que li varen fer. Així que el Cabildo de Osma decidí posar nous edictes pel magisteri. Dionisio Preciado confirma que fou natural de Lisboa; però no sembla que tingui més fonament per aquesta afirmació que el fet que el seu pare era portuguès; el seu segon cognom, Guevara, suggereix que la seva mare era basca.
Aquests dubtes s'aclareixen amb un document de la catedral de Santo Domingo de La Calzada (La Rioja): el 18 d'octubre de 1655 va ser rebut com a mestre de capella d'aquesta catedral i l'acta diu expressament que era natural de Valladolid. Només va estar a La Calzada poc més d'un any; el fet és que el 25 de juliol de 1657 fou elegit mestre Pedro de Comas. El 1654 estava vacant el magisteri d'aquesta catedral i a l'oposició es varen presentar Miguel de Irízar, Martín Serrano i Gregorio López de Guevara el qual figura com a MC de Santo Domingo de La Calzada; la votació es va celebrar el 10 de juny de 1654 i de 31 vots, López en va obtenir 25. La seva estada a Oviedo fou molt accidentada, arribant a ser expulsat pel Capítol, tot i que després va demanar perdó i fou readmès. Finalment acabà amb un agre plet contra el Capítol, donat al mestre Luis de Garay una reacció "de mercè", gràcies als seus perllongats serveis en el magisteri; el 28 de novembre de 1673 el Capítol acordà posar edictes convocant a les oposicions. L'examen fou fonamentalment sobre composició i direcció del cor. Gregorio López va sobresortir molt en les oposicions, així que les va guanyar i el varen elegir. El 22 de maig del mateix any va prendre possessió de la ració del magisteri.
En general, la seva vida a Granada fou tranquil·la, de manera que, l'any 1712, després de més de 38 anys de magisteri, el Capítol decidí jubilar-lo i el 16 de novembre de 1712, malgrat els complicats tràmits administratius del cas, es va jubilar amb un sou complet. Més tard, el 6 de setembre de 1713 es reuní, el Capítol, per a prendre les determinacions pertinents a causa de la seva mort, fet que va succeir aquell mateix dia.
Fou un compositor prolífic, tant a Oviedo com a Granada. A Granada, fins i tot després de la seva mort, hi ha diversos acords capitulars, enviant al mestre que el va succeir i a altres músics custodiar acuradament la música del mestre López i fer determinats detalls d'ella. A l'arxiu de la catedral de Granada es conserva la llista de les seves obres llatines que es conservaven el 1780: únicament una missa "sense violins", nou psalms, un magníficat, un Nunc dimittis, una salve, quatre seqüències i dues obres de difunts. Les altres ja havien desaparegut. Miguel Querol va publicar una carta seva a Miguel Gomez Camargo, datada a Oviedo el 28 de febrer de 1660, sobre lletres de nadales que els mestres d'aquella època s'intercanviaven.

## Obres[1]
- Beatus vir, Ps, 8V, ac, E:GRcr
- Dixit Dominus, Ps, 12V, ac, E:SD
- In exitu Israel de Aegypto, Ps, 8V, ac
- Letanía, 5V, ac, E:GRc
- Misa, 8V, ac
- Pasión del Viernes Santo, 4V, E:OV